# Niklas Dahlström
Niklas Birger Dahlström (28 maggio 1997) è un calciatore svedese, difensore del Varberg.

## Carriera
Cresciuto nello Strands IF, piccolo club con sede presso la cittadina di Hudiksvall, Dahlström ha debuttato in prima squadra giocando nel 2015 dodici partite del campionato di Division 3, il quinto livello del calcio svedese.
Un anno più tardi si è trasferito all'Hudiksvalls FF, la principale squadra di quell'area. Con la formazione biancorossa ha trascorso quattro stagioni, tra il 2016 e il 2019, tutte disputate in Division 2, la quarta serie nazionale.
Il 12 giugno 2020, a pochi giorni dall'inizio di una stagione eccezionalmente posticipata per via della pandemia di COVID-19, Dahlström è stato acquistato dal GIF Sundsvall con un contratto fino al 2022. È diventato subito titolare della sua nuova squadra facendo così anche il proprio debutto in Superettan, la seconda serie svedese, livello in cui non aveva mai giocato prima di allora. L'anno seguente, con 29 presenze, ha contribuito al raggiungimento del secondo posto della squadra nella Superettan 2021, con conseguente promozione in Allsvenskan. Ciò gli ha permesso di collezionare le prime cinque presenze in carriera nella massima serie, pur non trovando in quest'annata particolare spazio. Proprio per ottenere un utilizzo maggiore, l'11 agosto è tornato nel campionato di Superettan con il prestito allo Jönköpings Södra, con cui ha giocato undici partite di lì alla fine dell'anno.
A fine 2022 il suo contratto è andato in scadenza, così Dahlström è stato libero di firmare un accordo triennale con il Varberg militante in Allsvenskan. In questo caso la sua parentesi nella massima serie lo ha visto utilizzato con maggiore continuità rispetto alle precedenti apparizioni con il GIF Sundsvall, essendo stato stavolta schierato in un totale 25 partite di campionato di cui 18 da titolare. I neroverdi hanno tuttavia concluso l'Allsvenskan 2023 all'ultimo posto, retrocedendo in Superettan.